# Михаил Пришвин
Михаил Михайлович Пришвин е руски съветски поет и белетрист. Роден на 4 февруари 1873 г. в село Хрушчово, (днес в Липецка област), починал на 16 януари 1954 г. в Москва.

## Биография
Изключен за лошо поведение от класическата гимназия в град Елец, заминава при чичо си в Тюмен, където получава средно образование в реално училище (1892), а след година полага приравнителни изпити за завършено гимназиално образование.
Записва се да следва в Агрохимическия факултет на Рижкия политехникум (после Рижки политехнически институт) в Рига, но е арестуван за революционна дейност през 1897 г. и изтърпява годишна присъда. Завършва агрономство в Лайпцигския университет през 1902 г.
Завръща се в родината си и работи като агроном, като успоредно публикува редица книги и статии за селското стопанство. Неудовлетворен от професията си, заминава на север, където записва легенди, приказки и народни думи. Така започва неговата писателска биография.